# Krúbi
Horváth Krisztián, művésznevén Krúbi (Pomáz, 1994. november 17. – ) háromszoros Fonogram-díjas magyar énekes, rapper, zeneszerző, dalszövegíró.

## Pályafutása
Kezdetben metál stílusban tevékenykedett, a Pregnant Whale Pain zenekarban énekelt. Rap karrierjét 2017-ben kezdte. Első publikus rap dala a „PestiEst”, amit megjelenése óta már több, mint 3,8 millióan tekintettek meg a YouTube videómegosztó portálon, legnézettebb rap dala pedig a „Nehézlábérzés”, amelyet már több mint 12 milliószor játszottak le. Zenéje szövegéről elmondható, hogy általában naturalisztikus, de mindeközben sokatmondó. Azonban a kormányt már-már keményen bíráló, az aktuálpolitikát felhasználó szövegei is jelentek meg. Krúbi többek között énekelt már Orbán Viktorról, Mészáros Lőrincről, Gyurcsány Ferencről vagy Schmuck Andorról. Zenéinek többségére a Killakikitt, Eminem, Kanye West, Kendrick Lamar, Danny Brown, a The Dillinger Escape Plan, Between the Buried and Me, valamint az Alice in Chains együttes, mind nagy hatással vannak.
2017-ben Krúbi a Scarcity Budapest underground rap label tagjává válik, ugyanebben az évben segítségükkel közönség szavazás révén bekerül a Kikeltető tehetségkutató versenybe, amit végül megnyer.
Krúbi első albuma a Nehézlábérzés címet viseli, ami 2018. május 18-án jelent meg az Universal Music Kft. Hungary kiadásában. A stúdióalbum hatalmas jelképévé vált a „Nehézlábérzés” dalból elhíresült banán, amit bizonyos fellépések során néha magával is visz.
Az első középlemeze a Zárolás Feloldva címmel jelent meg 2019. február 18-án, szintén az Universal Music Kft. Hungary által.
Krúbi második stúdióalbuma az Ösztönlény címet viseli, ami 2020. március 23-án jelent meg, és bejelentette hogy az album után tart egy szünetet, és új projektet akar elkezdeni ebben az időben.
Önálló dala az ismert tehetségkutatóról szóló dal a „Spontán Kikeltető Rap”, valamint egy Disney mese dallamára szerzett mű, „A hős Krúbi”, a „Getszifürdő” névre keresztelt zene, és a Grúbi (hasonmás) által előadott 2019. augusztus 16-án megjelent „xd” című zeneszám.
2020. augusztusában Krúbi közösségi oldalán jelentette be, hogy szívproblémákkal küzd. Erre az évre az összes hátralévő koncert elmaradt.
2021-ben egy új projektet hozott létre 6608xi néven. Első dala „MBDTF is a 6?” leginkább a híres zenekritikushoz, Anthony Fantanóhoz szól, amiért Kanye West My Beautiful Dark Twisted Fantasy albumára csak egy hatos értékelést adott. A nemtetszését Fantano kritikája felé úgy fejezte ki, hogy a kritikus kopasz fejét és „melon" becenevét is „fikázta".
Erre a számra maga Fantano is rátalált, és azt mondta, hogy kifejezetten tetszett neki, és kijelentette, hogy ez a legjobb, legkreatívabb diss track, amit neki címeztek.
2021. június 18-án készült beszélgetés Krúbival, illetve Dé:Nash-sel a Partizán YouTube-csatornán.
2021. novemberében jelent meg „Szív” című dala, ami korábbi betegségére tesz utalást. A dalhoz 2022. január 28-án készült el a hivatalos videóklip, melyben a népszerű humorista Bödőcs Tibor alakította Orbán Viktor személyét.
Középiskolai tanulmányait a Békásmegyeri Veres Péter Gimnáziumban végezte 2005 és 2013 között, ahol megismerkedett, majd barátságot is kötöttek, egy mára szintén ismert rapperrel, Dé:Nash-sel.

## Diszkográfia

### Stúdióalbum
- Nehézlábérzés (2018)
- Ösztönlény (2020)
- III. Krúbi (2023)

### EP
- Zárolás Feloldva (2019)
- Spontán Kollabok (2025)

## Filmográfia

### Film
| Év   | Cím                  | Szerep           |
| ---- | -------------------- | ---------------- |
| 2024 | Legeslegjobb barátok | DJ Doggie Doggal |

## Turnék

### Krúbi: Turné nr.UNO (2019–2020)
A Krúbi: Turné nr.UNO turnét 2019. október 4-én jelentette be Krúbi a hivatalos Instagram oldalán. Ugyanebben a bejegyzésen Krúbi bejelentette, hogy a vendégsztárok: Kapitány Máté és Lil Frakk lesznek. A bejegyzésen még megtalálható volt a turné összes állomása. Később Krúbi a nagy érdeklődés miatt bejelentette, hogy Győrben, Debrecenben és Budapesten visszatér másnap is koncertezni. A turné 2019. november 1-jén kezdődött Esztergomban a Sportalsó szórakozóhelyen, és 2020. február 22-én lett vége a székesfehérvári Fezen Klubban.
2020 őszén nem várható turné, mivel 2020 augusztus 24-én Krúbi hivatalos Facebook oldalán bejelentette, hogy szívproblémái adódtak és így a következő időszakban nem tartanak koncerteket. Ehhez hozzátette, hogy amúgy sem lettek volna megfelelőek a körülmények a koronavírus járvány okozta korlátozások miatt.

#### Állomások
| Dátum              | Város            | Ország       | Helyszín             | Előfellépő(k)           |
| ------------------ | ---------------- | ------------ | -------------------- | ----------------------- |
| 2019. november 1.  | Esztergom        | Magyarország | Sportalsó            | Lil Frakk Kapitány Máté |
| 2019. november 2.  | Kapuvár          | Magyarország | Shop-Shop            | Lil Frakk Kapitány Máté |
| 2019. november 16. | Tatabánya        | Magyarország | Roxxy Music          | Lil Frakk Kapitány Máté |
| 2019. november 22. | Veszprém         | Magyarország | Expresszó            | Lil Frakk Kapitány Máté |
| 2019. november 23. | Gyöngyös         | Magyarország | Start Műhely         | Lil Frakk Kapitány Máté |
| 2019. december 6.  | Pécs             | Magyarország | Pécsi Est            | Lil Frakk Kapitány Máté |
| 2019. december 7.  | Szarvas          | Magyarország | Granárium Zebra Club | Lil Frakk Kapitány Máté |
| 2019. december 13. | Győr             | Magyarország | Rómer Ház            | Lil Frakk Kapitány Máté |
| 2019. december 14. | Győr             | Magyarország | Rómer Ház            | Lil Frakk Kapitány Máté |
| 2019. december 20. | Kiskunfélegyháza | Magyarország | Rocktár              | Lil Frakk Kapitány Máté |
| 2019. december 21. | Miskolc          | Magyarország | Helynekem            | Lil Frakk Kapitány Máté |
| 2020. január 10.   | Debrecen         | Magyarország | Roncsbár             | Lil Frakk Kapitány Máté |
| 2020. január 11.   | Debrecen         | Magyarország | Roncsbár             | Lil Frakk Kapitány Máté |
| 2020. január 17.   | Eger             | Magyarország | BRDWY                | Lil Frakk Kapitány Máté |
| 2020. január 18.   | Sopron           | Magyarország | Hangár Music Garden  | Lil Frakk Kapitány Máté |
| 2020. január 24.   | Budapest         | Magyarország | Akvárium Klub        | Lil Frakk Kapitány Máté |
| 2020. január 25.   | Budapest         | Magyarország | Akvárium Klub        | Lil Frakk Kapitány Máté |
| 2020. február 7.   | Szeged           | Magyarország | Hungi Vigadó         | Lil Frakk Kapitány Máté |
| 2020. február 22.  | Székesfehérvár   | Magyarország | Fezen Klub           | Lil Frakk Kapitány Máté |

## Díjak és jelölések
| Díjátadó ünnepség       | Év   | Jelölt(ek) / mű(vek) | Kategória                                              | Eredmény | For.   |
| ----------------------- | ---- | -------------------- | ------------------------------------------------------ | -------- | ------ |
| Fonogram díj            | 2019 | Nehézlábérzés        | Az év hazai rap vagy hip-hop albuma vagy hangfelvétele | Elnyerte | [ 15 ] |
| Fonogram díj            | 2019 | Krúbi                | Az év hazai felfedezettje                              | Elnyerte | [ 16 ] |
| Fonogram díj            | 2020 | Zárolás feloldva     | Az év hazai rap vagy hip-hop albuma vagy hangfelvétele | Jelölve  | [ 17 ] |
| Fonogram díj            | 2021 | Ösztönlény           | Az év hazai rap vagy hip-hop albuma vagy hangfelvétele | Elnyerte | [ 18 ] |
| Fonogram díj            | 2022 | Szív                 | Az év hazai rap vagy hip-hop albuma vagy hangfelvétele | Jelölve  | [ 19 ] |
| MTV Europe Music Awards | 2022 | Krúbi                | Legjobb magyar előadó                                  | Jelölve  | [ 20 ] |